# ری میلند
ری میلاند (انگلیسی: Ray Milland)؛ با نام تولد آلفرد رجینالد جونز (انگلیسی: Alfred Reginald Jones) (زاده ۳ ژانویهٔ ۱۹۰۷ درگذشته ۱۰ مارس ۱۹۸۶) هنرپیشه و کارگردان اهل ولز بود.

## زندگی‌نامه
با نام رجینالد تراسکات جونز زاده شد. در دانش گاه ویلز تحصیل کرد. پس از سه سال خدمت به عنوان نگهبان در سواره نظام کاخ سلطنتی در لندن، در سال ۱۹۲۹ وارد سینما شد؛ ابتدا با نام اسپایک میلاند که بعدها به ریموند میلاند تغییرش داد. پس از ایفای چندین نقش کوچک و بزرگ، در ۱۹۳۰ رهسپار هالیوود شد. چند سال در نقش‌های دوم، معمولاً به عنوان دوست یا حریف قهرمان اصلی، ظاهر می‌شد تا این که در اواسط دههٔ ۱۹۳۰ نقش‌های اول هم به او روی خوش نشان دادند. با شخصیت خوش‌برخورد و جذابش، اغلب نقش قهرمانان مرد مؤدب، مطمئن و رمانتیک را در بسیاری از کمدی‌ها و گاه فیلم‌ها معمایی یا حادثه ای بازی می‌کرد. اگرچه همواره بازیگری کارکشته بود، تا هنگام بازی نیرومندش به عنوان یک نویسندهٔ الکلی در تعطیلی از دست رفتهٔ بیلی وایلدر چندان جلب نظر نکرد. این نقش جایزهٔ اسکار ۱۹۴۵ را برایش به ارمغان آورد. بیش تر نقش‌های بعدی اش درخور استعداد او نبودند، با این حال می‌توانست با شخصیت پردازی‌های جالبش در آثار کم‌اهمیت خوش بدرخشد. از ۱۹۵۵ شروع به کارگردانی خود در تعدای فیلم کرد که قابل قبول بودند اما برجستگی خاصی نداشتند. پس از غیبتی چندین ساله با ایفای نقشی فرعی در قصهٔ عشق به هالیوود بازگشت و سپس به بازی در نقش‌های اصلی در فیلم‌های کم خرج ترسناک روی آورد. هم چنین ستارهٔ مجموعهٔ تلویزیونی کمدی شوی ری میلاند (۱۹۵۳–۱۹۵۵) بود. عاشق کتاب و خانه نشینی بود، از جنجال‌های هالیوود دوری می‌کرد و به ندرت خبری از او در ستون شایعات نشریات دیده می‌شد. یک بار ازدواج کرد که پنجاه و چهار ساله هم به طول انجامید. خاطراتش را در کتابی با نام چشم‌های دریده در بابل (۱۹۷۶) نوشته‌است.

### بعد از تعطیلات از دست رفته
میلاند تا پیش از تعطیلی از دست رفته در بیش از شصت فیلم بازی کرده بود. پارامونت در دههٔ ۱۹۳۰ او را مرتب مشغول نگه می‌داشت تا جایی که در طول این دهه به‌طور متوسط سالی پنج فیلم در کارنامه داشت. در واقع غافلگیری تماشاگران و منتقدان برابر تعطیلی از دست رفته ناشی از این واقعیت بود که قبلاً کسی چندان انتظاری از میلاند به عنوان بازیگر نداشت. با این حال این جوان پُرکار، به ویژه در فیلم‌هایی که برای میچل لایسن (شش فیلم) و جان فارو (چهار فیلم) بازی کرده بود، به سبکی شخصی در بازیگری دست یافته بود. جوهر نقش آفرینی او به عنوان مرد اصلی در فیلم‌های زندگی آسان و کیتی (هر دو ساختهٔ لایسن) متبلور شد و جنبهٔ تاریک و شیطانی پنهان در پس شخصیت جنتلمن بانزاکت او در فیلم‌های جان فارو مورد استفاده قرار گرفت (در نیک بیل قلابی او نقش خود شیطان را بازی می‌کند، و در ساعت بزرگ‌مرد بی گناهی است که وسوسه می‌شود تا به اعماق ماجرای یک جنایت فرورود). پشت لبخند میلاند، همواره نوعی تکبر حس می‌شد که ابتدا برای خلق تأثیرات کمیک به کار می‌رفت. اما با گذشت زمان، شریرانه بودن اعتماد به نفس او بیش تر در معرض دید قرار گرفت. به دنبال فارو و وایلدر، فریتس لانگ در وزارت ترس، آلفرد هیچکاک در M را برای قتل بگیر، راسل راس در دزد و ریچارد فلایشر در دختری در تاب مخمل سرخ، همه، برق جنایت را در چشم‌های پُرجلوهٔ میلاند نشان دادند. سپس راجر کورمن در «ایکس» - مردی با چشم‌های اشعهٔ ایکس، یکی از پُرانرژی‌ترین نقش‌های عمرش را به او داد. در همین دوره فیلم‌هایش را کارگردانی کرد که اغلب شخصی و متفاوت بودند. تا آخرین سال‌ها نیز دست از کار مداوم نکشید و هم چنان هم تنوع نقش‌ها و هم اطمینان و متانت قدیمی اش جلب نظر می‌کردند (یکی از بهترین نقش‌های دوران متأخرش در قورباغه‌ها، ساختهٔ جرج مکاوان بود). میلاند نمونهٔ تمام عیار بازیگری حرفه ای بود که همواره می‌توانست حفظ ظاهر کند و به قالب نقش درآید و با این حال چیزی فراتر را از نظر دور ندارد: شخصیتی دوگانه و پِرابهام که نشان می‌داد جذابیت ظاهری و معقول نمایی تا چه حد می‌توانند گول زننده باشند. شاید هالیوود به درستی او را درک نکرده بود، به راستی هم اینک شخصیت خود ویران گر و «هپروتی» او در تعطیلی از دست رفته بسیار جلوتر از زمان خود به نظر می‌رسد.

## فیلم‌شناسی
- بیل سفیر کبیر (۱۹۳۱)
- پالی هنرمند سیرک (۱۹۳۲)
- سه دختر زرنگ (۱۹۳۶)
- دختر دانا (۱۹۳۷)
- عشق جنگلی او (۱۹۳۸)
- بو ژست (۱۹۳۹)
- چکاوک (۱۹۴۱)
- پیکدیلی ()
- گوی بلورین (۱۹۴۳)
- تعطیلی ازدست‌رفته (۱۹۴۵)
- کالیفرنیا (۱۹۴۷)
- رابارب (۱۹۵۱)
- دزدی (۱۹۵۲)
- ام را به نشانه مرگ بگیر (۱۹۵۴)
- سه مرد شجاع (۱۹۵۶)
- قورباغه‌ها (۱۹۷۲)
- طلا (۱۹۷۴)
- داستان عشق (۱۹۷۰)
- آخرین سرمایه‌دار بزرگ (۱۹۷۶)
- پرونده دختر پیژامه‌پوش (۱۹۷۷)
- زیرشیروانی (۱۹۸۰)
- مردگان پیراهن راه راه نمی‌پوشند

## جوایز
- جایزه اسکار بهترین بازیگر نقش اول مرد در بیست و دومین دوره بخاطر فیلم تعطیلی ازدست‌رفته(۱۹۴۵)
- جایزه بهترین بازیگر مرد جشنواره فیلم کن در اولین دوره (۱۹۴۶)
- جایزه گلدن گلوب بهترین بازیگر مرد فیلم درام در سومین دوره (۱۹۴۵)
- جایزه حلقه منتقدان فیلم نیویورک برای بهترین بازیگر نقش اول مرد بخاطر فیلم تعطیلی ازدست‌رفته (۱۹۴۵)

## مرگ
میلند در ۱۰ مارس ۱۹۸۶ بر اثر سرطان ریه در مرکز پزشکی Torrance Memorial در تورنس، کالیفرنیا درگذشت. او ۷۹ ساله بود.